# تکادون

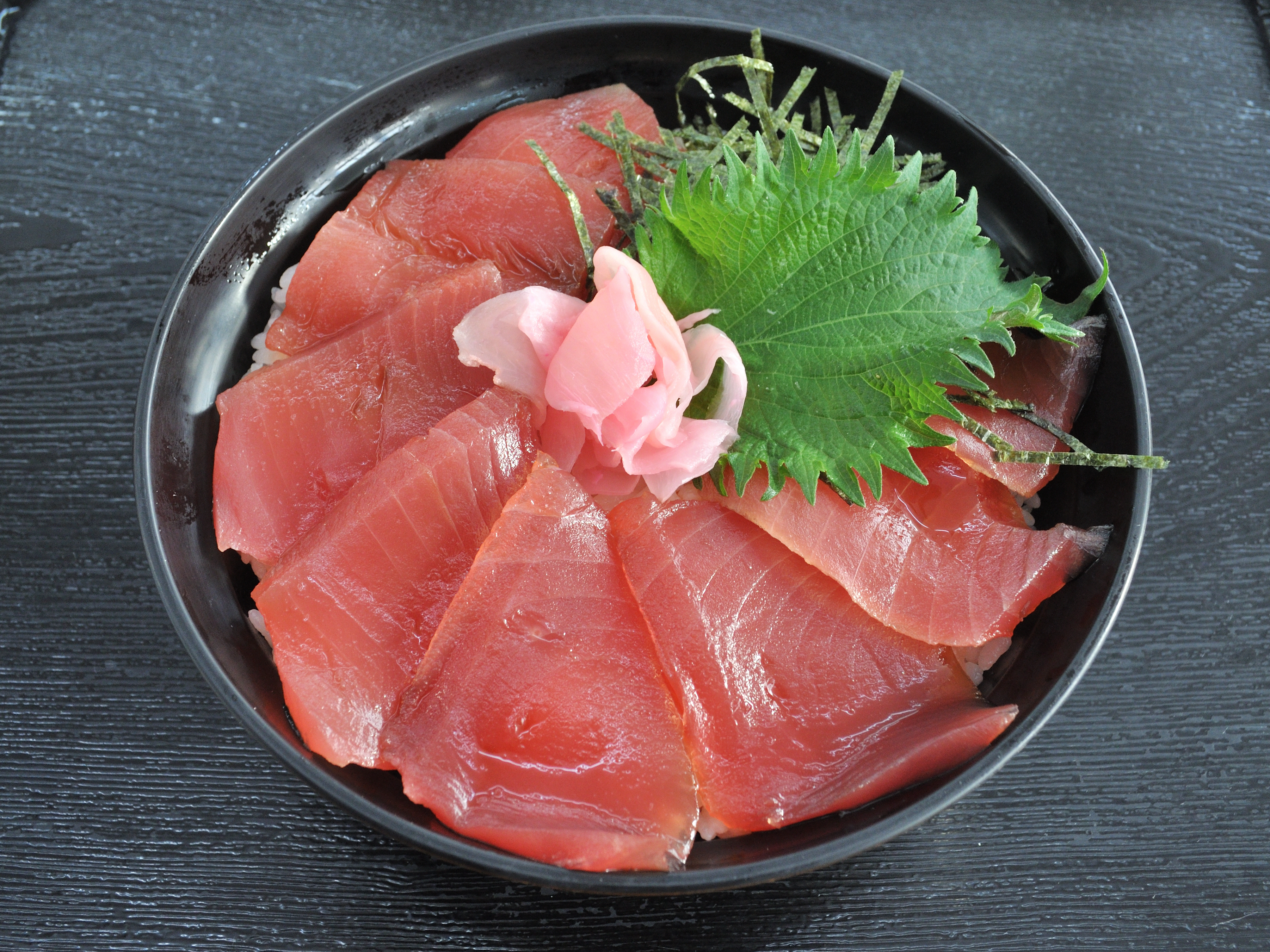
تکّادون

تکّادون (به ژاپنی: 鉄火丼 Tekkadon)، یکی از انواع دون‌بوری است که در آن از ساشیمی ماهی تن (به‌صورت خام) استفاده می‌شود. این نوع غذا از اوایل دوره میجی به وجود آمده است. در یک کاسه ابتدا سومشی یا برنج با طعم سرکه را قرار داده سپس نوری (جلبک) خُرد شده را بر روی برنج گذاشته و در بالای آن، ماهی تنی که به صورت اریب برش داده شده به‌طور منظم قرار داده می‌شود. برای چاشنی از واسابی استفاده می‌شود.